# India Fowler
India Fowler (20 december 2003) is een Brits actrice. Ze speelt onder andere een jonge Zoe Walker in de Netflix-televisieserie White Lines. 

## Biografie
Fowler begon met acteren door een rol te spelen in de film Romans. In 2018 vertolkte Fowler de rol van Ellen Mason in de Netflix miniserie Safe. Twee jaar later verscheen ze als een jonge Zoe Walker in de televisieserie White Lines. Voor haar rollen in films en televisieseries speelde Fowler op het theaterpodium een toneelstuk over George Orwell in het Playhouse Theatre van Londens West End.
In 2022 vervolgde Fowler haar acteercarrière met de rol als Maddy in Man vs. Bee, naast Rowan Atkinson. Een jaar later had ze een rol in de HBO-televisieserie The Nevers. Daarnaast speelde ze de rol van Sara in de Sky Max-televisiefilm The Amazing Mr. Blunden.
In 2024 had Fowler een hoofdrol in de Paramount+ televisieserie Insomnia, waarin ze de rol van Chloe Averill vertolkte.. Ook speelde ze de rol van Poppy in de Showtime thriller The Agency.
Fowler werd in 2025 in de hoofdrol gecast van de Netflix-horrorfilm Fear Street: Prom Queen. Ze speelt hierin de rol van Lori Granger in het vierde deel van de Fear Street-reeks.

## Filmografie

### Films
| Jaar | Titel                    | Rol           | Opmerkingen   |
| ---- | ------------------------ | ------------- | ------------- |
| 2017 | Retaliation              | Sophie        |               |
| 2021 | The Amazing Mr. Blunden  | Sara          | Televisiefilm |
| 2024 | The Strangers: Chapter 1 | serveerster   |               |
| 2025 | Fear Street: Prom Queen  | Lori Granger  |               |
| 2025 | The Trial                | Teah Sinclair | Televisiefilm |

### Televisie
| Jaar | Titel       | Rol                     | Opmerkingen |
| ---- | ----------- | ----------------------- | ----------- |
| 2018 | Safe        | Ellen Mason             | 8 afl.      |
| 2020 | White Lines | Jonge Zoe Walker        | 5 afl.      |
| 2021 | The Nevers  | Lillie Massen           | 5 afl.      |
| 2022 | Man vs. Bee | Maddy                   | 4 afl.      |
| 2024 | Franklin    | Jong engelachtig meidjd | 1 afl.      |
| 2024 | Insomnia    | Chloe Averill           | 6 afl.      |
| 2024 | The Agency  | Poppy                   | 6 afl.      |